# Opistognathus alleni
Opistognathus alleni är en fiskart som beskrevs av Smith-vaniz 2004. Opistognathus alleni ingår i släktet Opistognathus och familjen Opistognathidae. Inga underarter finns listade i Catalogue of Life.